# 解説委員
解説委員（かいせついいん、英: news commentary）は、政治・経済・国際情勢等の各分野を視聴者に解説するマスメディアの社員及び幹部の肩書である。

## 概要
欧米、アジア、中東主要国のテレビ局におけるニュース解説の特徴として、編集委員を置く場合、局としての「オピニオン（主張）」を提言するために視聴者に対して意見を提示している。
日本の放送局においては、番組編集上の義務として、
が定められており、（罰則規定は無いが）法に触れる為、放送局としての意見と規定せず、解説委員自らの個人の意見として解説する。
社員ではあるが待遇は役員クラスのことが多く、NHK及び民間放送には政治、経済に限らず多くの分野を担当する解説委員が報道局内の解説委員室に所属している。NHK、民放局問わず記者出身者のほか、アナウンサー、報道・情報（ワイドショー）番組のプロデューサー出身である解説委員もおり、中にはテレビ局の経営幹部もいる。また、報道局制作の番組で解説委員がメインキャスターを務めるものも存在する。

## 主な解説委員
元職の記載役職は現職。●は委員長、○は元委員長。

### 日本テレビ
現職
- 小栗泉（報道局解説委員長、専門局次長、前：政治部長、元：政治部 担当副部長）
- 伊佐治健（報道局長、解説副委員長）
- 中村光宏（報道局次長、解説委員会幹事）
- 小野高弘（調査報道ディビジョン）
- 加納美也子（社会部、宮内庁担当キャップ）
- 小林史（報道局国際部長）
- 近野宏明（報道局国際部次長、デスク）
- 菅原薫（報道局政治部デスク）
- 富田徹（報道局国際部デスク）
- 右松健太（コンテンツ戦略局アナウンス部、『深層NEWS』キャスター）
- 安藤佐和子（報道局経済部デスク）
- 石川真史（報道局経済部長）
- 井上幸昌（報道局政治部長）
- 岩崎建（『深層NEWS』統括プロデューサー）
- 笛吹雅子（報道局社会部 皇室担当、元：アナウンサー）
- 勝田真司（報道局社会部長）
- 竹内真（報道局政治部デスク）
- 谷原和憲（報道局総合ニュースセンター、NNNデスク）
- 庭野めぐみ（報道局社会部デスク）
- 野口敦史（報道局政治部 総務省担当、元：アナウンサー）
- 宮島香澄（報道局経済部）
- 矢岡亮一郎（『深層NEWS』制作統括・総合デスク）

元職
- 福富達（現：フリージャーナリスト、元報道局委員主幹※役員待遇　委託解説委員、読売新聞東京本社 政治部記者）○
- 國弘正雄（解説委員待遇の専属契約キャスターとして勤務）
- 星野甲子久（皇室担当、読売新聞より出向）
- 井田由美（アナウンス部専門部長、元：アナウンサー）
- 木村優子（グループ戦略室出向局次長、元：アナウンサー）
- 倉澤治雄（元：解説主幹）
- 高田和男
- 袴田直希（現：長崎国際テレビ社長、元：報道局長・報道局解説副委員長・報道審査委員長、取締役執行役員・報道担当）○
- 杉本敏也（現：BS日テレ取締役副社長、元：報道局長・報道局解説副委員長・報道審査委員長）
- 青山和弘（現：フリージャーナリスト、元：政治部 副部長・日本テレビホールディングス経営戦略局グループ推進部）
- 畑山篤（現：海外ビジネス推進室長、元：台湾・黒剣テレビ番組製作副社長）
- 水島宏明（現：法政大学社会学部メディア社会学科 教授、元：札幌テレビ記者・NNN海外支局特派員）
- 岸田雪子（現：ホリプロ所属のフリージャーナリスト）
- 堀田佳男（現：フリージャーナリスト、元：日テレNEWS24）
- 小西美穂（現：関西学院大学総合政策学部特別客員教授）
- 粕谷賢之（現：株式会社BS日本代表取締役社長、元：取締役執行役員解説委員長）
- 横山武信
- 清水潔（社会部特別解説委員、元：『FOCUS』記者）
- 廣瀬祐子（専門部長）
- 森田公三（報道局長・報道局解説副委員長・報道審査委員長）
- 下川美奈（社会部）
- 河野克俊（客員、元：統合幕僚長）

### テレビ朝日
テレビ朝日では解説委員を「コメンテーター」と称して、2015年4月から報道局コメンテーター室が新設された。
現職
- 名村晃一（元：情報センター情報番組統括担当部長、元：日本繊維新聞・神奈川新聞社・毎日新聞社記者）●
- 藤岡信夫（元政治部長）

元職
- 長田明（外報部長）
- 末延吉正（現：政治ジャーナリスト、東海大学文学部広報メディア学科教授、平和戦略国際研究所所長、元：政治部長）
- 三反園訓（元：鹿児島県知事、衆議院議員）
- 田畑正（元：政治部長・経済部長）○
- 川村晃司

### TBSテレビ
TBSテレビでは、解説委員の所属部署を「解説・専門記者室」という名称となっている。
現職
- 川戸恵子（シニアコメンテーター、元：アナウンサー）
- 河本知之
- 巡田忠彦（報道番組部担当部長）
- 福島隆史
- 齋藤泉
- 牧嶋博子（宮内庁担当兼務、元：アナウンサー）●
- 小嶋修一（医学・医療・科学担当）
- 桶田敦（科学・災害報道担当）

元職
- 岩城浩幸（主席、スペシャリスト局次長）
- 斎藤道雄（明晴学園理事長）○
- 松原耕二（現：ニュースキャスター・作家、元：経営企画室担当局 次長）
- 播摩卓士（現：報道局編集主幹）
- 吉川美代子（現：株式会社キャスト・プラス 取締役、元：アナウンサー）
- 杉尾秀哉（現：立憲民主党参議院議員、元：局長待遇）○
- 龍崎孝（現：流通経済大学教授、前：政治部部長、元：毎日新聞社記者）
- 柴田秀一（現：日本大学法学部新聞学科教授、元：アナウンサー）

### テレビ東京
現職
- 池谷亨（チーフコメンテーター、元：アナウンサー・ニューヨーク支局特派員）
- 大浜平太郎（元：アナウンサー）
- 久保田麻三留（気象予報士、元：NHK・テレビ東京アナウンサー）
- 福田裕昭（執行役員報道局長、元：専任局長、報道局統括P）
- 袴田健 (取材センター長(取材・政治))

元職
- 内山敏夫○
- 一尾仁司○
- 岡田晃○（元：日本経済新聞編集委員）
- 篠原文也○（現：政治解説者、昭和女子大学客員教授）
- 加増良弘（報道局長）
- 鶴岡巍（元：フジテレビ・テレビ東京アナウンサー）
- 西村晃（元：NHKアナウンサー）
- 廣瀬和彦 (常務取締役(経営企画・広報・グループ戦略担当))
- 大信田雅二（現：総務人事局長、報道局長補佐・ニュースセンター長、元：報道局次長）

### フジテレビ
2016年2月から2017年7月まで、「解説委員室」から「解説編集部」にされていた。
現職
- 反町理（解説委員長兼政治部編集委員兼プライムニュース編集長、元：執行役員、取締役）●
- 青木良樹（解説委員室室長兼危機管理委員長、元：社会部長）
- 鴨下ひろみ（客員）
- 山口真（前：報道局長兼FNN事務局長、元：コンテンツ事業局長）
- 山本周（前：委員長）○
- 智田裕一（解説副委員長兼経済部長、元：アナウンサー）
- 風間晋（前：外信部編集委員　元：外務官僚）
- 能勢伸之（上席、軍事・安全保障担当）
- 二関吉郎（元：報道局ヨーロッパ統括担当局長）
- 松山俊行（政治部長、前：プライムニュース編集長・ワシントン支局長）
- 平井文夫（上席）
- 小林泰一郎
- 小泉陽一（元：アナウンサー、ニュースJAPANフィールドキャスター）
- 橋本寿史（皇室担当）
- 鈴木款（前：ホウドウキョクシニアコメンテーター、元：経済部長）
- 平松秀敏（現：ＦＮＮプライムオンライン編集長、前：社会部デスク、元：社会部警視庁キャップ、ホウドウキョクデスク）
- 木幡美子（CSR・SDGs推進室部長、元：アナウンサー）
- 島田彩夏（エグゼクティブアナウンサー）

元職
- 阿部知代（現：ニュース総局報道局報道センターマルチデバイスニュース制作部デスク兼キャスター、元：アナウンサー、マルチデバイスニュースセンターシニアコメンテーター）[2][3]
- 安倍宏行（「株式会社安倍宏行」自営、Webメディア「Japan In-depth」編集長）
- 石原正人（現：秘書室長、前：報道局長兼FNN事務局長、元：政治部長、報道局次長）
- 今井彬○（元：アナウンサー）
- 露木茂（元：アナウンサー）
- 大林宏（元：アナウンサー）
- 大山泰（現：OKWAVE社長室長兼OKWAVE総合研究所 所長[4]、元：報道局取材センター室長、経済部長）
- 柿原理一郎（元：役員待遇解説委員主幹）
- 加納正（現：執行役員報道局長、元：報道局次長兼FNNスピーク編集長、解説編集部長）
- 黒岩祐治（現：神奈川県知事）
- 須田哲夫（現：フリーアナウンサー）
- 竹内貞男（客員）○
- 田代尚子（元：マルチデバイスニュースセンターシニアコメンテーター、アナウンサー）
- 西渕憲司（現：BSフジ専務取締役、元：取締役スポーツ局担当、取締役解説委員長、執行役員報道局長）●
- 船田宗男○
- 増田明男（元：アナウンサー）
- 松本方哉
- 箕輪幸人（現：テレビ新広島代表取締役社長）○
- 和田圭（元：政治部編集委員）
- 若松誠（現：テレビ静岡代表取締役社長、前：執行役員常務上席統括解説委員、元：フジサンケイ・コミュニケーションズ・インターナショナル代表取締役社長）○

### 毎日放送
現職
- 大八木友之（政治・災害担当、東京支社報道部所属、元：アナウンサー・JNNパリ支局長）
- 宮前徳弘（スポーツ担当、元：スポーツ局ディレクター・プロデューサー）
- 橋本佐与子（科学・医療担当）
- 辻憲太郎（経済担当、元：JNN上海支局長）

元職
- 小池清○（元：アナウンサー・アナウンス室長）
- 奥田信幸（行政担当、現：報道編集部長）
- 尾嵜豪（自然科学担当、現：事業部長）
- 三澤肇（政治・災害担当、現：MBSホールディングス総務局長）

### 朝日放送テレビ
朝日放送テレビでは、ANNキー局であるテレビ朝日同様、解説委員を「コメンテーター」と称している
現職
- 木原善隆[注 2]

元職
- 日下部吉彦○
- 山田浩○
- 岡村黎明（現：大東文化大学 法学部教授）
- 高尾元通（元：アナウンサー）

### 読売テレビ
現職
- 高岡達之●
- 山川友基
- 小島康裕
- 野村明大（2021年6月1日より就任）
- 指宿文
- 横須賀ゆきの

元職
- 辛坊治郎（現：YouTuber、株式会社大阪綜合研究所代表、元：アナウンサー、ニュースキャスター）○
- 斎藤敬（現：技術担当取締役、元：アナウンサー・報道局長）○
- 岩田公雄（現：学習院大学法学部 特別客員教授、元：特別解説委員）○
- 坂泰知（現：制作局長、元：アナウンサー・報道局チーフプロデューサー・報道局長）
- 吉田満（執行役員コンプライアンス推進室長）[5]○
- 春川正明（元：株式会社読売巨人軍球団編成本部次長兼国際部長）○

### テレビ大阪
2020年4月新設
現職
- 渡辺学（現職アナウンサー、元岡山放送アナウンサー・テレビ大阪アナウンス部長）

### 東海テレビ
現職
- 中村昌秀（ニュースキャスターとの兼務）

### CBCテレビ
CBCでは解説委員を「論説委員」と称している。
現職
- 北辻利寿○（特別、元：スポーツ部落合博満番記者）
- 石塚元章●（特別、ラジオパーソナリティとの兼務）
- 後藤克幸
- 横地昭仁（元：アナウンサー）
- 大石邦彦（アナウンサーと兼務）
- 北島徹也

元職
- 日比英一（元：アナウンサー）
- 下島光男

### テレビ愛知
現職
- 守安正樹（報道制作局長兼務）[6]●

元職
- 森瀬康文[7]（当時：報道制作局長兼務、現：編成局長））○

### 九州朝日放送
同局では「報道局」が「報道情報局」に部局統合
現職
- 臼井賢一郎●（元：報道局長、局次長兼報道部長、編成局テレビ編成部長）
- 早川裕章（担当部長、元：ラジオ局編成業務部）
- 西村香織（元：アナウンサー、ANNソウル支局特派員）

### RKB毎日放送
現職
- 神戸金史（テレビ制作部長）

元職
- 青山隆悦（役員待遇報道制作センター担当局長）○[8]

### テレビ西日本
現職
- 宮崎昌治（取締役報道局長、元西日本新聞社会部デスク）●

元職
- 樋口教高
- 菅英輝（現：京都外国語大学 外国語学部 教授）
- 稲坂硬一○
- 中村良三（現：九州女子大学 講師、客員解説委員）

### 札幌テレビ
現職
- 萬谷慎太郎（取締役報道局長）●
- 片野弘一（元：NNNモスクワ支局長）
- 五味宏（元：NNNモスクワ・ベルリン支局長）

### 北海道テレビ
元職
- 小野塚勝（現：トップシーン札幌会長、元：北海道放送アナウンサー・北海道テレビ報道局長）

### 北海道文化放送
現職
- 高橋純二（解説委員室長）

元職
- 向田陽一（現：制作局 報道部長）
- 京谷和央（現：YouTuber）

### 広島テレビ
現職
- 長島清隆（報道部長、元：アナウンサー・NNNニューヨーク支局特派員）

### テレビせとうち
現職
- 鈴木慎一（元：日本経済新聞社岡山支局長）●

### 日経CNBC
現職
- 守田正樹（常務取締役）●
- 直居敦
- 岡村友哉
- 浅井佑美
- 鎌田泰幸
- 崔真淑
- 齋藤敏之（経済解説部長、元編成部長）
- 桜庭薫（経済解説部次長）

元職
- 西川靖志（元：制作本部長）○
- 高橋（後藤）浩祐（現：フリージャーナリスト、元：朝日新聞北海道支社・Bloomberg記者、ハフィントン・ポスト日本版編集長）
- 谷本有香（現：Forbes JAPANWeb編集部、元：山一証券、Bloomberg TVアンカー）

### 日本BS放送
現職
- 二木啓孝（取締役編成・報道制作担当）

### ニッポン放送
現職
- 森田耕次（元：アナウンサー、報道部部長）

元職
- 上村貢聖（元：アナウンサー、現：嘱託所属）

### 時事通信社
現職
- 山田惠資●
- 高橋正光（編集局総務兼務）
- 長境克彦（取締役編集兼務）
- 鈴木美勝（雑誌「外交」前編集長）
- 佐々木真
- 明石和康○
- 中川和之

元職
- 加藤清隆（現：政治評論家、「文化人放送局」主宰）○
- 田崎史郎（元：特別解説委員）○
- 屋山太郎
- 黒崎誠（現：帝京大学冲永総合研究所客員教授）
- 泉宏（現：政治ジャーナリスト、客員解説委員、時事総合研究所 客員研究員、元取締役）
- 石井正（現：時事総合研究所 客員研究員、株式会社Tryfunds顧問）
- 軽部謙介（現：帝京大学経済学部教授）○

### 南海放送
2019年4月に新設。
現職
- 三谷隆司（執行役員報道制作本部報道局長・解説委員長。政治・経済担当）
- 永野彰子（現職アナウンサー、RNBコーポレーション代表取締役社長、メディア統括本部メディア統括局シニアマネージャー(局長格)、働き方改革推進チームワークライフバランス推進担当。生活・文化担当）
- 御手洗充雄（県政・松山市政担当）
- 藤田勇次郎（現職アナウンサー、メディア統括本部メディア統括局メディア制作部チーフ、メディア広報部。スポーツ担当）